# SC Hauenstein
SC Hauenstein is een Duitse voetbalclub uit Hauenstein, Rijnland-Palts en werd in 1919 opgericht. 

## Geschiedenis
De club speelde van 1994 tot 1997 in de Regionalliga en speelde daarna in de Oberliga. Vanaf 2008 was dit nog maar de vijfde hoogste klasse. In 2017 trok de club zich na twintig jaar Oberliga vrijwillig terug uit de competitie vanwege financiële problemen. In 2019 degradeerde de club naar de Landesliga.